# تیم ملی فوتبال زنان استونی
تیم ملی فوتبال زنان استونی نماینده استونی در مسابقات بین‌المللی فوتبال زنان است و تحت کنترل اتحادیه فوتبال استونی، نهاد حاکم بر فوتبال در استونی قرار دارد.
استونی اولین بازی بین‌المللی خود را در روز ۱۹ اوت ۱۹۹۴ مقابل لیتوانی انجام داد. زمین خانگی این تیم ورزشگاه آ. له کوک آرنا در تالین است. استونی هرگز مجوز حضور در جام جهانی فوتبال زنان یا مسابقات قهرمانی زنان یوفا را کسب نکرده است. آنها ۱۲ مرتبه قهرمان جام بالتیک زنان شده‌اند.

## افتخارها
جام بالتیک زنان
- قهرمان (۱۲): ۲۰۰۳، ۲۰۰۴، ۲۰۰۵، ۲۰۰۶، ۲۰۰۸، ۲۰۰۹، ۲۰۱۰، ۲۰۱۲، ۲۰۱۳، ۲۰۱۴، ۲۰۲۲، ۲۰۲۴.